# Acacia delphina
Acacia delphina är en ärtväxtart som beskrevs av Bruce R. Maslin. Acacia delphina ingår i släktet akacior, och familjen ärtväxter. Inga underarter finns listade i Catalogue of Life.